# Simulium goinyi
Simulium goinyi es una especie de insecto del género Simulium, familia Simuliidae, orden Diptera.
Fue descrita científicamente por Lewis & Hanney, 1965.